# Аннаев, Рахмет Аллакулович
Рахмет Аллакулович Аннаев — советский хозяйственный, государственный и политический деятель.

## Биография
Родился в 1926 году в селе Култак. Член КПСС.
Участник Великой Отечественной войны в составе 64-го механизированного полка 7-й мехдивизии 39-й армии.
С 1942 года — на хозяйственной, общественной и политической работе. В 1942—1985 гг. — счетовод колхоза, секретарь, заместитель председателя Бурдалыкского райисполкома, заместитель председателя, председатель Чаршангинского райисполкома, первый секретарь Чаршангинского райкома КП Туркмении, первый секретарь Чарджоуского райкома КП Туркмении, председатель Чарджоуского облисполкома.
Избирался депутатом Верховного Совета Туркменской ССР 7-11-го созывов.
Умер в 1992 году.